# Réseau de bus CORUS
Le réseau de bus CORUS est un réseau de lignes bus exploitées en transport à la demande desservant le territoire de son autorité organisatrice de la mobilité, la communauté d'agglomération de l'Ouest Rhodanien (COR) dont le siège est à Tarare, et qui a été lancé en novembre 2015.

## Historique
À la suite de la suppression le 1er juillet 2015 du service de transport à la demande exploité pour le compte du conseil départemental du Rhône pour des raisons budgétaires, les élus de l'Ouest Rhodanien ont décidé de mettre en place un nouveau service destiné à remplacer l'ancien système, sans créer de doublons avec les autres offres de transports (Les cars du Rhône et TER Rhône-Alpes). Ce nouveau réseau voit le jour en novembre 2015, à l'exception des lignes desservant le périmètre correspondant à l'ancienne communauté de communes du Pays de Tarare (lignes 1 à 5) où la mise en service a été décalée au début de l'année 2016.
La COR espère attirer 400 à 500 utilisateurs et affirme « couvrir 80 % des anciens besoins » selon Denis Longin.
Le 1er janvier 2016, la transformation de la communauté de communes en communauté d'agglomération fait de la Communauté de l'Ouest Rhodanien une autorité organisatrice de la mobilité dans le cadre de ses compétences obligatoires.
Le 1er septembre 2017, la communauté d'agglomération de l'Ouest Rhodanien rejoint le SYTRAL, transférant de facto la gestion de CORUS à ce dernier.

## Projets
Les élus de la COR ont exprimé le souhait de la mise en place d'un « réseau interurbain » sur le territoire de la COR. L'année 2016 verra le déploiement complet du réseau de TAD, avec un budget estimé à 290 000 €, et l'optimisation du centre de réservation pour améliorer le service et coordonner les différents transporteurs.

## Le réseau

### Présentation
Le réseau est composé de 15 lignes sur réservation fonctionnant du lundi au samedi de 7 h à 19 h. La gestion du réseau a été confiée au Point de médiation multi-services (PIMMS), association loi de 1901 dont le siège est le PIMMS de Chauffailles et qui est implanté sur le territoire de la COR à la gare d'Amplepuis.
Il est organisé autour de cinq « pôles de services », terme désignant une ville offrant un grand nombre de services et des correspondances avec d'autres modes de transport, auxquels les lignes se rabattent, :
- Tarare : pour les lignes 1 à 3 et 5 :
  - Correspondances : TER Rhône-Alpes (Gare de Tarare), Les cars du Rhône (Lignes 116, 217, 237 et 264) ;
- Amplepuis : pour les lignes 6a, 6b et 7 :
  - Correspondances : TER Rhône-Alpes (Gare d'Amplepuis), Les cars du Rhône (Lignes 116, 217, 237 et 239) ;
- Thizy-les-Bourgs : pour la ligne 8 :
  - Correspondances : Les cars du Rhône (Lignes 116, 237, 240 et 261) ;
- Cours : pour la ligne 9 :
  - Correspondances : Les cars du Rhône (Lignes 116, 237, 240 et 261) ;
- Lamure-sur-Azergues/Grandris : pour les lignes 7, 10b et 12 :
  - Correspondances : TER Rhône-Alpes (Gare de Lamure-sur-Azergues), Les cars du Rhône (Ligne 265).

Les lignes 4, 10b, 10c et 11 sont les exceptions à cette règle et ne sont pas reliés à l'un de ces cinq pôles mais assurent, à l'exception de la ligne 4 et à l'instar de la ligne 12, des dessertes en dehors du territoire de la communauté de l'Ouest Rhodanien.
L'accès au service est accessible, sauf dérogation, uniquement aux personnes résidant sur le territoire de la COR uniquement pour des trajets occasionnels et ne disposant pas d'un moyen de transport personnel, pour les personnes à mobilité réduite et pour les actifs pour des trajets réguliers uniquement s'ils sont en possession de l'abonnement « travail »,. L'utilisateur doit aussi être éloigné d'au minimum 1 km d'un arrêt d'une ligne régulière Les cars du Rhône. Le transport pour raison scolaire n'est pas autorisé, le réseau scolaire départemental assurant ces dessertes.

### Les lignes
| Ligne | Parcours | Exploitant | Pôle de service                           |
| ----- | --- | ---------- | ----------------------------------------- |
| 1     | Saint-Appolinaire / Dième ↔ Valsonne ↔ Saint-Clément-sur-Valsonne ↔ Tarare                                             | N.C.       | Tarare                                    |
| 2     | Joux ↔ Tarare | N.C.       | Tarare                                    |
| 3     | Affoux ↔ Saint-Marcel-l'Éclairé ↔ Tarare                                                                               | N.C.       | Tarare                                    |
| 4     | Ancy ↔ Saint-Romain-de-Popey ↔ Saint-Forgeux ↔ Les Olmes ↔ Pontcharra-sur-Turdine                                      | N.C.       | Aucun                                     |
| 5     | Dareizé ↔ Saint-Loup ↔ Tarare                                                                                          | N.C.       | Tarare                                    |
| 6a    | Saint-Bonnet-le-Troncy ↔ Saint-Vincent-de-Reins ↔ Meaux-la-Montagne ↔ Cublize ↔ Saint-Jean-la-Bussière ↔ Amplepuis     | N.C.       | Amplepuis                                 |
| 6b    | Amplepuis (Desserte du lieu-dit Saint-Claude)                                                                          | N.C.       | Amplepuis                                 |
| 7     | Amplepuis ↔ Ronno ↔ Saint-Just-d'Avray ↔ Grandris ↔ Lamure-sur-Azergues                                                | N.C.       | Amplepuis et Lamure-sur-Azergues/Grandris |
| 8     | Thizy-les-Bourgs (La Chapelle-de-Mardore, Mardore) ↔ Cours (Pont-Trambouze) ↔ Thizy-les-Bourgs (Bourg-de-Thizy, Thizy) | N.C.       | Thizy-les-Bourgs                          |
| 9     | Ranchal ↔ Cours (Thel, Cours-la-Ville)                                                                                 | N.C.       | Cours                                     |
| 10a   | Ranchal ↔ Poule-les-Écharmeaux ↔ Saint-Nizier-d'Azergues ↔ Lamure-sur-Azergues ↔ Grandris                              | N.C.       | Lamure-sur-Azergues/Grandris              |
| 10b   | Poule-les-Écharmeaux ↔ Chénelette                                                                                      | N.C.       | Aucun                                     |
| 10c   | Poule-les-Écharmeaux ↔ Chauffailles (Hors agglomération, Loire)                                                        | N.C.       | Aucun                                     |
| 11    | Claveisolles ↔ Beaujeu (Hors agglomération)                                                                            | N.C.       | Aucun                                     |
| 12    | Claveisolles ↔ Lamure-sur-Azergues ↔ Grandris ↔ Chambost-Allières ↔ Légny (Hors Agglomération)                         | N.C.       | Lamure-sur-Azergues/Grandris              |

## Tarification
Un trajet coûte 3 €, les allers-retours sont interdits. L'abonnement « travail » coûte 60 €.
L'accès est toutefois limité à quatre trajets occasionnels et un aller/retour à caractère professionnel par semaine.

## Points de vente
Trois points de vente permettent l'achat des titres, en plus de la vente par correspondance, :
- Le PIMMS (Point d'informations et de médiations multiservices) d'Amplepuis ;
- L'antenne de la communauté d'agglomération située à Lamure-sur-Azergues ;
- L'accueil de la communauté d'agglomération, à Tarare.

La vente des titres n'est pas assurée à bord des véhicules.

## Intermodalité
Le réseau CORUS est en correspondance avec les lignes Les cars du Rhône régulières et scolaires desservant son territoire, ainsi que les gares d'Amplepuis, de Lamure-sur-Azergues et de Tarare.
Lignes régulières des Cars du Rhône desservant le territoire :
- Ligne 116 (Lyon - Gorge de Loup ↔ Cours) desservant les communes de Les Olmes, Pontcharra-sur-Turdine, Tarare, Les Sauvages, Amplepuis, Saint-Jean-la-Bussière, Thizy-les-Bourgs et Cours ;
- Ligne 217 (Villefranche-sur-Saône ↔ Amplepuis) desservant les communes de Les Olmes, Pontcharra-sur-Turdine, Saint-Loup, Tarare, Les Sauvages et Amplepuis ;
- Ligne 237 (Cours ↔ Amplepuis) desservant les communes de Cours, Thizy-les-Bourgs, Saint-Jean-la-Bussière (Place Saint-Jean) et Amplepuis et qui effectue son trajet intégralement à l'intérieur de la communauté d'agglomération ;
- Ligne 239 (Cublize ↔ Amplepuis) desservant les communes de Cublize et Amplepuis et qui effectue son trajet intégralement à l'intérieur de la communauté d'agglomération ;
- Ligne 240 (Cours ↔ Roanne (Loire)) desservant les communes de Cours et Thizy-les-Bourgs et qui effectue son trajet rhodanien dans la communauté d'agglomération uniquement ;
- Ligne 261 (Thizy-les-Bourgs ↔ Charlieu (Loire)) desservant les communes de Thizy-les-Bourgs et Cours et qui effectue son trajet rhodanien dans la communauté d'agglomération uniquement ;
- Ligne 264 (Navette de Tarare) desservant en boucle la commune de Tarare par conséquent effectue son trajet intégralement à l'intérieur de la communauté d'agglomération ;
- Ligne 265 (Claveisolles ↔ Villefranche-sur-Saône) desservant les communes de Claveisolles, Saint-Nizier-d'Azergues, Lamure-sur-Azergues, Grandris et Chambost-Allières.

## Exploitants
Les exploitants utilisent des véhicules de type taxi, renforcés par des véhicules 9 places si nécessaires.